# Jeff Lynne
Jeffrey Lynne, angleški tekstopisec, skladatelj, aranžer, pevec, multiinstrumentalist in glasbeni producent, * 30. december 1947, Shard End, Birmingham, Združeno kraljestvo.
Znan je postal slaven v 1970. letih kot glavni pevec skupine Electric Light Orchestra (ELO). Leta 1988 je pod psevdonimoma Otis Wilbury in Clayton Wilbury soustanovil superskupino Traveling Wilburys, ki so jo sestavljali še George Harrison, Bob Dylan, Roy Orbison in Tom Petty.
Po razpadu skupine ELO leta 1986, je Lynne izdal studijska albuma: Armchair Theatre (1990) in Long Wave (2012). V tem času je začel delovati kot producent številnih izvajalcev. Sredi 1990. let je produciral singla Beatlesov, »Free as a Bird« in »Real Love«. 7. aprila 2017 je bil kot član ELO sprejet v Hram slavnih rokenrola.

## Glasbena kariera

### Zgodnje življenje in kariera
Lynne je odraščal v Shard Endu, v Birminghamu, kjer je obiskoval srednjo šolo Alderlea Boys' Secondary School. Prvo kitaro mu je za 2 funta kupil oče. Leta 2012 je nanjo še vedno igral. Leta 1963 je z Robertom Readerjem in Davidom Walshem ustanovil skupino, člani katere so uporabljali španske kitare in poceni električne instrumente. Prvotno so se imenovali The Rockin' Hellcats, kasneje The Handicaps in na koncu The Andicaps. Vadili so v Shard End Community Centru, kjer so tedensko nastopali. Leta 1964 sta Reader in Walsh zapustila skupino, Lynne pa je v skupino pripeljal nadomestne člane. Konec leta 1964 je tudi Lynne zapustil skupino in se pridružil lokalni skupini The Chads, kjer je zamenjal Micka Adkinsa.
Okrog leta 1965 je Lynne kupil svoj prvi kos studijske snemalne opreme, stereo kolutni magnetofon Bang & Olufsen 'Beocord 2000 De Luxe'. Lynne je dejal, da ga je magnetofon »učil kako biti producent«. Leta 1966 se je Lynne kot kitarist pridružil zasedbi The Nightriders. Skupina se je kmalu preimenovala v The Idle Race. Čeprav je s skupino posnel dva kritično odobrena albuma (bil je tudi producent prugega), ni dosegel uspeha. Leta 1970 je sprejel vabilo prijatelja Royja Wooda v uspešnejšo skupino The Move.

### 1970–86: Electric Light Orchestra
Lynne je prispeval več skladb, ki so izšle na zadnjih albumih skupine, medtem pa je z Woodom in Bevom Bevanom ustanavljal zasedbo, ki bi izvajala zmes rocka in klasične glasbe. Originalna ideja je bila, da bi skupini nastopali v tandemu. Iz tega projekta je nastala zelo uspešna skupina Electric Light Orchestra (ELO). Zaradi težav je Wood leta 1972, kmalu po izdaji debitantskega albuma, zapustil skupino in Lynne je tako postal glavni kreator skupine. Sledile so menjave članov skupine in vedno bolj popularni studijski albumi: leta 1973 ELO 2 in On the Third Day, leta 1974 Eldorado in leta 1975 Face the Music. Do albuma A New World Record, ki je izšel leta 1976, je Lynne uspel nadgraditi zvok skupine v bolj kompleksen in unikaten pop rock zvok mešan s studijskimi godali, večplastnimi vokali, ki je bil ključen za izdajo popularnih singlov. Zaradi Lynnove dominantnosti v skupini, kjer je deloval kot producent, tekstopisec, aranžer, glavni vokalist in kitarist, je skupina delovala skoraj kot njegov solo dosežek. Vseeno so zvok skupine in fokus Lynnovega skladanja oblikovali tudi aranžiranje Louisa Clarka in Richarda Tandyja, Bevanovo bobnanje ter Tandyjeva integracija Mooga, harmonija, Mellotrona in številnih drugih klaviatur, kar je dajalo Lynnovim skladbam bolj simfonični zvok. Značilen glas Kellyja Groucutta ter Lynnov vokal sta pripomogla h klasičnem harmonskem vokalnem zvoku skupine.
Vrhunec uspeha na lestvicah in popularnosti po svetu je bil dvojni album Out of the Blue, iz leta 1977. Večina skladb je bila ustvarjena med dvotedenskim pisalnim maratonom v švicarski brunarici. Promocijska turneja skupine leta 1978 je predstavljala set v obliki vesoljske ladje in laserski light show. Da bi skupina lahko ponovno ustvarila kompleksne instrumentalne pasaže z albumov, so člani skupine na koncertih uporabljali vnaprej posnete spremljevalne skladbe. Čeprav je to postalo stalna praksa, je v tistem času povzročilo precej posmeha v medijih. Lynne je pogosto omenjal, da ima raje ustvarjalno okolje studia kot mrzlico in monotonijo turnej. Leta 1979 je izšel naslednik albuma Out of the Blue, Discovery, ki je pet tednov držal prvo mesto britanske lestvice. Prvi asociaciji na album sta dva singla s primesmi disca, "Shine a Little Love" in "Last Train to London" ter besedna igra v naslovu - »disco« in »very«. Kljub temu je sedem preostalih skladb odražalo Lynna kot pop rock skladatelja, vključno z rockovsko himno "Don't Bring Me Down", ki bi jo lahko šteli kot antitezo discu. V intervjuju aprila 2008, je Lynne razložil prehod k plesni glasbi:
Všeč mi je moč disca. Všeč mi je njegova svoboda, da lahko pri njem uporabim različne ritme. Všeč mi je bil ta stalni udarni utrip. Trden kot rock. Vedno mi je bila všeč preprostost bas bobna.
Leta 1979 je Lynne zavrnil povabilo skupini ELO za nastop na Knebworth Concertu v Združenem kraljestvu, na katerem so namesto ELO nastopili Led Zeppelin. Ker skupina po izidu albuma Discovery ni odšla na promocijsko turnejo, je Lynne v tem času prispeval pet skladb soundtracku filma Xanadu. S soundtracka so izšli trije top 40 singli: »I'm Alive« (20. mesto), »All Over the World« (11. mesto) in naslovna skladb »Xanadu«, ki je dosegla vrh britanske lestvice. Lynne ni bil tesno povezan z razvojem filma, zato so bile njegove skladbe le površno povezane z zgodbo. Film ni bil preveč uspešen, soundtrack pa je prejel dvojni platinast certifikat. Lynne je kasneje zanikal omejen prispevek k projektu, čeprav je kasneje ponovno posnel naslovno skladbo, ki je leta 2000 izšla na setu Flashback. Leta 2007 je bil film preoblikovan v uspešni muzikal, ki vsebuje večino skladb iz filma ter še dva hita ELO: »Strange Magic« in »Evil Woman«. Muzikal je bil nominiran za štiri nagrade Tony Award.

### 1980. leta
Leta 1981 je Lynne skupino usmeril v nekoliko drugačno smer z znanstvenofantastičnim konceptualnim albumom Time, ki je v Združenem kraljestvu dva tedna držal prvo mesto lestvice, z albuma pa je izšel tudi drugi top 3 singl skupine v manj kot dveh letih. Zvok je še vedno vseboval godala, a s podlago sintetizatorjev. Po manj uspešni turneji je skupina leta 1983 z istim pristopom posnela album Secret Messages in zadnji pogodbeni album skupine, Balance of Power, ki je izšel leta 1986. O okoliščinah zadnjih dveh pogodbeno vezanih albumih je Lynne spregovoril v kratkem intervjuju, ki je bil vključen na DVD turneje Zoom. Skupina je imela tedaj le tri preostale uradne člane (Lynne, Bevan in Tandy), Lynne pa je takrat začel namenjati več časa produkciji. V času delovanja skupine je Lynne pod svojim imenom izdal nekaj posnetkov. Leta 1976 je priredil skladbi Beatlesov »With a Little Help from My Friends« in »Nowhere Man«, ki sta bili uporabljeni v dokumentarnem filmu All This and World War II. Leto kasneje je Lynne izdal prvi solo singl s primesmi disca, »Doin' That Crazy Thing«/»Goin' Down to Rio«. Kljub takratni popularnosti skupine ELO, se singl ni uvrstil na lestvice in je bil slabo predvajan po radiih.
Leta 1984 sta Lynne in klaviaturist ELO, Richard Tandy, posnela skladbi »Video!« in »Let It Run«, ki sta bili uporabljeni v filmu Electric Dreams. Lynne je prispeval tudi besedilo skladbe »The Story of Me«, ki jo je posnela skupina Everly Brothers in je izšla na njihovem albumu EB84. Še pred uradnim razpadom skupine ELO se je Lynne skoraj izključno preusmeril na studijsko produkcijo. Produciral in napisal je top 40 hit »Slipping Away« za Dava Edmundsa in skupaj s Tandyjem sodeloval pri snemanju Edmundsovega albuma, Information. Lynne je produciral tudi šest skladb z Edmundsovega naslednjega albuma, Riff Raff, ki je izšel leta 1984. V nasprotju z gostim in baročnim zvokom ELO je bilo Lynnovo kasnejše studijsko delo usmerjeno bolj proti minimalistični, akustični instrumentaciji in redki kvaliteti kot svetlemu ambientu in obarvanosti, še posebej pri vokalih. Lynnovi posnetki pogosto vsebujejo stisnjen zvok akustične kitare, začetnik katerega je bil Roger McGuinn, in močan zvok malega bobna.
Vpliv skupine The Beatles na Lynna je bil razviden že pri skupini ELO, povezava med Lynnom in Beatlesi pa se je okrepila, ko je Lynne produciral Harrisonov album, Cloud Nine. S tem albumom, ki je izšel leta 1987, se je Harrison uspešno vrnil na sceno, z albuma po so izšli popularni singli »Got My Mind Set on You« ter »When We Was Fab« (v videospotu igra Lynne violino) in »This Is Love«, katerih soavtor je Lynne. Lynnova povezava s Harrisonom je bila ključna za ustanovitev skupine Traveling Wilburys, studijske superskupine, katere člani so bili še Tom Petty, Bob Dylan in Roy Orbison. Skupina je izdala dva albuma (Vol. 1 in Vol. 3), ki sta ju producirala Harrison in Lynne. Leta 1988 je Lynne sodeloval pri Orbisonovem albumu Mystery Girl, pri katerem je produciral in bil soavtor Orbisonovega zadnjega večjega hita, »You Got It« in še dveh drugih skladb z albuma. Lynne je kot soavtor skladbe »Walk Away« sodeloval tudi pri zadnjem albumu Dela Shannona, Rock On!, po njegovi smrti pa je končal še nekaj njegovih skladb.
Leta 1989 je Lynne koproduciral Pettyjev album Full Moon Fever, s katerega so izšli trije hit singli »Free Fallin'«, »I Won't Back Down« in »Runnin' Down a Dream«, katerih soavtor je Lynne. Ta album in Traveling Wilburys Vol. 1 sta bila leta 1989 nominirana za grammyja za najboljši album leta. V istem letu so Traveling Wilburys osvojili grammyja za »Najboljšo vokalno rock izvedbo dueta ali skupine«. Lynnova skladba »One Way Love« je izšla kot singl Agnethe Faltskog, izšla pa je tudi na njenem drugem albumu po skupini ABBA, Eyes of a Woman. Lynne je produciral in bil soavtor tudi skladbe »Let It Shine«, ustanovitelja skupine The Beach Boys, Briana Wilsona, ki je izšla na Wilsonovem debitantskem solo albumu Brian Wilson leta 1988. Sodeloval je še z Duanom Eddyjem, za katerega je prispeval tri skladbe, in z Randyjem Newmanom, za katerega je napisal skladbo »Falling in Love«, ki je izšla na njegovem albumu Land of Dreams.

### 1990. leta
Leta 1990 je Lynne sodeloval pri drugem in zadnjem studijskem albumu Traveling Wilburysov, Traveling Wilburys Vol. 3, izdal pa je tudi svoj prvenec, Armchair Theatre. Pri snemanju albuma sta sodelovala tudi George Harrison in Richard Tandy, z albuma pa sta izšla singla »Every Little Thing« in »Lift Me Up«. Album je dosegel nekaj pozitivnih kritik, vendar malo komercialnega uspeha. Leta 1991 je Lynne prispeval skladbo »Wild Times« soundtracku filma Robin Hood: Prince of Thieves. Istega leta je kot producent in soavtor sodeloval pri albumu skupine Tom Petty and the Heartbreakers, Into the Great Wide Open, s katerega sta izšla singla »Learning to Fly« in »Into the Great Wide Open«. Naslednje leto je Lynne produciral Orbisonov posmrtni album King of Hearts, s katerega je izšel singl »I Drove All Night«.
Februarja 1994 se je Lynnu izpolnila življenjska želja po sodelovanju s tremi preostalimi Beatlesi pri projektu The Beatles Anthology. Lynne je pri obnovi Lennonovega originalnega studijskega materiala sodeloval na željo Harrisona. Skladbi »Free as a Bird« in »Real Love« sta bili ustvarjeni z digitalno obdelavo Lennonovih demo posnetkov ter z nasnemavanjem preostalih treh Beatlesov, s čimer je bila ustvarjena virtualna obuditev skupine, ki so se je člani za časa Lennonovega življenja izogibali. Lynne je produciral tudi posnetke Ringa Starrja ter sodeloval pri snemanju McCartneyjevega albuma Flaming Pie, ki je bil nominiran z grammyjem.
V 1990. letih je Lynne produciral še album Julianne Raye, Something Peculiar, kot producent ali tekstopisec pa je še sodeloval: pri albumu Rogerja McGuinna, Back from Rio; pri Cockerjevem albumu Night Calls; skladbi skupine Aerosmith, »Lizard Love«; Jonesovi skladbi »Lift Me Up«; skladbi Bonnie Tyler, »Time Mends a Broken Heart«; soundtracku filma Still Crazy; skladbah Hanka Marvina, »Wonderful Land« in »Nivram«; skladbi Et Moi »Drole De Vie«; skladbi zasedbe Tandy Morgan Band »God's Good Time«. Leta 1996 je drugič prejel nagrado Ivor Novello Award za »Izjemne prispevke Britanski glasbi«.

### 2000. leta
Ko je Lynne sprožil pravni spor zoper Bevanovo spremljevalno zasedbo ELO Part II, mu je Bevan prodal svoj 50 % delež imena skupine ELO. Lynne je tako lahko leta 2001 izdal novi album pod imenom ELO z naslovom Zoom. Pri albumu je sodeloval originalni klaviaturist ELO, Richard Tandy, kot gosta pa sta se na albumu pojavila Ringo Starr in George Harrison. Večino instrumentov in vokalov je prispeval Lynne. Album je prejel pozitivne kritike, vendar ni imel hit singlov. Album je bil označen kot »vrnitev klasičnega zvoka ELO« v poskusu povezave z lokalnimi ljubitelji skupine in z načrtovano koncertno turnejo, na kateri bi kot nekdanja člana ELO sodelovala le Lynne in Tandy. Koncert je bil v dveh večerih posnet v studiu CBS Television City in predvajan na PBS, načrtovana turneja pa je bila zaradi premajhnega števila prodanih vstopnic odpovedana.
V začetku 2011 je Lynne s Harrisonom pričel z ustvarjanjem njegovega zadnjega albuma, Brainwashed. Leto dni po Harrisonovi smrti 29. novembra 2001 se je Lynne vrnil v studio in pomagal dokončati album. Lynne je bil vključen tudi v spominski koncert Concert for George, ki se je odvil novembra 2002 v Royal Albert Hall v Londonu. Lynne je prispeval glavni vokal pri skladbah »The Inner Light«, »I Want to Tell You« in »Give Me Love (Give Me Peace on Earth)«, prav tako pa je produciral audio miks za koncertno DVD izdajo, ki je izšla novembra 2003 in je prejela grammyja. Leta 2006 je ponovno sodeloval s Pettyjem, ko je produciral njegov tretji solo album, Highway Companion.
Leta 2004 sta Lynne in Petty sprejela Harrisona v Hram slavnih rokenrola, nato pa sta z Dhanijem Harrisonom izvedla »Handle with Care«, ter s Princem, Stevom Winwoodom in ostalimi še »While My Guitar Gently Weeps«.
V članku za Reuters 23. aprila 2009, je Lynne dejal, da pripravlja svoj naslednji solo studijski album, z možnostjo izida konec 2009. Produciral je tudi štiri skladbe na petem albumu Regine Spektor, Far, ki je izšel 23. junija 2009.

### 2010 in naprej
V intervjuju za Daily Express, marca 2010, je Lynne potrdil, da pripravlja nov album z Joejem Walshem. Prispeval je priredbo Hollyjeve skladbe »Words of Love«, za spominski album Listen to Me: Buddy Holly, ki je izšel 6. septembra 2011. 31. decembra 2011 je Brian Williams v oddaji NBC New Year's Eve dejal, da »bo med izdajami leta 2012 tudi redko novo delo Jeffa Lynna«.
Leta 2012 je Walsh izdal album Analog Man, ki ga je produciral Lynne. Lynnov drugi solo studijski album, album priredb, Long Wave, je izšel 8. oktobra 2012. Istega dne je izšel album največjih uspešnic skupine ELO, ki jih je ponovno posnel Lynne, Mr. Blue Sky: The Very Best of Electric Light Orchestra. Lynne je takrat razkril, da bo nov album z originalnim materialom mogoče izšel leta 2013.
Leta 2012 sta Lynne in Tandy v Lynnovem domačem studiu, Bungalow Palace, posnela živi set skladb ELO. Koncert je prenašala televizija kot del dokumentarnega filma Mr. Blue Sky.
Lynne in Tandy sta se znova združila 12. novembra 2013, ko sta pod imenom Jeff Lynne and Friends na dobrodelnem koncertu Children in Need Rocks izvedla skladbi »Livin' Thing« in »Mr. Blue Sky«.
9. februarja 2014 je Lynne na prireditvi The Night That Changed America: A Grammy Salute to The Beatles, ki je obeleževala 50. obletnico nastopa Beatlesov v oddaji The Ed Sullivan Show, z Joejem Walshem in Dhanijem Harrisonom izvedel Harrisonovo skladbo »Something« ter z Davom Grohlom izvedel »Hey Bulldog« z albuma Yellow Submarine. 5. marca 2014 je Lynne prejel častni doktorat Univerze v Birminghamu. Potrdil je, da z Brianom Adamsom pripravlja nov material. 14. septembra 2014 so Lynne in njegova spremljevalna zasedba, pod imenom Jeff Lynne's ELO, prvič po 25 letih odigrali javni koncert na Radio 2 festivalu v Hyde Parku v Londonu. Čeprav ni bil Lynne nikoli pretirano navdušen nad živimi nastopi, je dogodek opisal kot »z lahkoto najboljši koncert, na katerem sem sodeloval«.
8. februarja 2015 je Lynne nastopil na podelitvi grammyjev, kjer je z Edom Sheeranom zaigral skladbi »Evil Woman« in »Mr. Blue Sky«.
10. septembra 2015 je bilo na Lynnovi spletni strani objavljena novica, da je Lynne sklenil pogodbo z založbo Columbia Records, pri kateri bo prvič po 14 letih izšel novi album skupine ELO. 24. septembra je na spletu izšel prvi singl novega albuma, »When I Was a Boy«, kmalu pa mu je sledil še videospot. Album Alone in the Universe je izšel 13. novembra 2015, sledili pa so mu promocijski koncerti, vključno s prvimi koncerti ELO v ZDA po 30 letih. Leta 2016 je sledila evropska turneja, ki je med drugim potekala v Dublinu, Amsterdamu in Zürichu. Koncert v Dublinu je bil, zaradi Lynnovih težav z zdravjem, za en teden prestavljen.

## Zasebno življenje
Lynne je bil dvakrat poročen. Leta 1970 se je poročil z Rosemary, od katere se je čez sedem let ločil, leta 1979 pa se je poročil s Sandi Kapelson, s katero ima dve hčerki: Lauro (rojena decembra 1979) in Stephanie (rojena 1981). Kasneje je bil v razmerju z Rosie Vela, trenutno pa je v razmerju s Camelio Kath, vdovo nekdanjega kitarista skupine Chicago, Terryja Katha in nekdanjo ženo igralca Kieferja Sutherlanda.
Od kar je leta 1995 prodal Walsh Hall, ki je bila postavljena v 15. stoletju, Robinu Campbellu iz skupine UB40, Lynne živi v mestu Beverly Hills v Kaliforniji. Lynne ima sicer domovanje še v Londonski četrti Hampstead.

## Nagrade in priznanja
- 2009: Nagrada Golden Note Award s strani ASCAP.[143][144]
- 2013: Nominacija za sprejem v Hram slavnih tekstopiscev leta 2014.[145]
- 2014: Zvezda na Birminghamskem pločniku zvezd.[146]
- 2015: Zvezda na Hollywoodski aleji slavnih.[147][148]
- 2015: Nominacija za sprejem v Hram slavnih tekstopiscev leta 2016.[149]
- 2016: Nominacija za sprejem v Hram slavnih tekstopiscev leta 2017.[150]
- 2017: Sprejem v Hram slavnih rokenrola kot član skupine Electric Light Orchestra.[4]

## Solo albuma
- Armchair Theatre (1990)
- Long Wave (2012)

## Producentska diskografija

### Producirani albumi
| Album                                                                                              | Izdaja                            | Lestvice | Lestvice | Certifikati | Certifikati  |
| Album                                                                                              | Izdaja                            | VB       | ZDA      | VB          | ZDA          |
| -------------------------------------------------------------------------------------------------- | --------------------------------- | -------- | -------- | ----------- | ------------ |
| The Idle Race - Idle Race                                                                          | 1969 Liberty                      | —        |          |             |              |
| The Electric Light Orchestra - ELO 2                                                               | 1973 Harvest, United Artists      | 35       | 62       |             |              |
| Electric Light Orchestra - On the Third Day                                                        | 1973 Warner Bros., United Artists | —        | 52       | Srebrn*     |              |
| Electric Light Orchestra - Eldorado                                                                | 1974 Warner Bros., United Artists | —        | 16       | Srebrn*     | Zlat         |
| Electric Light Orchestra - Face the Music                                                          | 1975 Jet, United Artists          | —        | 8        | Srebrn*     | Zlat         |
| Electric Light Orchestra - A New World Record                                                      | 1976 Jet, United Artists          | 6        | 5        | Platinast   | Platinast    |
| Electric Light Orchestra - Out of the Blue                                                         | 1977 Jet, United Artists          | 4        | 4        | Platinast   | Platinast    |
| Electric Light Orchestra - Discovery                                                               | 1979 Jet                          | 1        | 5        | Platinast   | 2x Platinast |
| Electric Light Orchestra (ELO) - Time                                                              | 1981 Jet                          | 1        | 16       | Platinast   | Zlat         |
| Electric Light Orchestra - Secret Messages                                                         | 1983 Jet                          | 4        | 36       | Zlat        |              |
| Electric Light Orchestra - Balance of Power                                                        | 1986 Epic, CBS Associated         | 9        | 49       | Srebrn      |              |
| Jeff Lynne - Armchair Theatre                                                                      | 1990 Reprise                      | 24       | 83       |             |              |
| Electric Light Orchestra - Zoom                                                                    | 2001 Epic / Legacy                | 34       | 94       |             |              |
| Jeff Lynne - Long Wave                                                                             | 2012 Frontiers                    | 7        | 133      |             |              |
| Electric Light Orchestra - Mr. Blue Sky: The Very Best of Electric Light Orchestra (novi posnetki) | 2012 Frontiers                    | 8        | 118      |             |              |
| Bryan Adams - Get Up!                                                                              | 2015                              | 2        | 99       |             |              |
| Jeff Lynne's ELO - Alone in the Universe                                                           | 2015 Columbia, RCA                | 4        | 23       | Platinast   |              |

### Koproducirani albumi
| Album | Izdaja                            | Lestvice | Lestvice | Certifikati | Certifikati  |
| Album | Izdaja                            | VB       | ZDA      | VB          | ZDA          |
| --- | --------------------------------- | -------- | -------- | ----------- | ------------ |
| The Move - Looking On                                                                                          | 1970 Fly, Capitol                 | —        | —        |             |              |
| The Move - Message from the Country                                                                            | 1971 Harvest, Capitol             | —        | —        |             |              |
| Electric Light Orchestra - The Electric Light Orchestra AKA No Answer                                          | 1971 Harvest, 1972 United Artists | 32       | 196      |             |              |
| Dave Edmunds - Information                                                                                     | 1983 Arista, Columbia             | 92       | 51       |             |              |
| Dave Edmunds - Riff Raff                                                                                       | 1984 Arista, Columbia             | —        | 140      |             |              |
| George Harrison - Cloud Nine                                                                                   | 1987 Dark Horse                   | 10       | 8        | Zlat        | Platinast    |
| Duane Eddy - Duane Eddy                                                                                        | 1987 Capitol                      | —        | —        |             |              |
| Brian Wilson - Brian Wilson                                                                                    | 1988 Sire                         |          | 54       |             |              |
| Traveling Wilburys - Traveling Wilburys Vol. 1                                                                 | 1988 Wilbury                      | 16       | 3        | Platinast   | 3x platinast |
| Roy Orbison - Mystery Girl                                                                                     | 1989 Virgin                       | 2        | 5        | Platinast   | Platinast    |
| Tom Petty - Full Moon Fever                                                                                    | 1989 MCA                          | 8        | 3        | Zlat        | 5x platinast |
| Miss B. Haven - Nobody's Angel                                                                                 | 1990 Eastwest                     |          |          |             |              |
| Traveling Wilburys - Traveling Wilburys Vol. 3                                                                 | 1990 Wilbury, Warner Bros.        | 14       | 11       | Zlat        | Platinast    |
| Tom Petty and the Heartbreakers - Into the Great Wide Open                                                     | 1991 MCA                          | 3        | 13       | Zlat        | 2x platinast |
| Del Shannon - Rock On!                                                                                         | 1991 Silvertone, MCA              | —        | —        | —           | —            |
| Ringo Starr - Time Takes Time                                                                                  | 1992 Private Music                | —        | —        |             |              |
| George Harrison - Songs by George Harrison 2                                                                   | 1992 Dark Horse                   | —        | —        | —           | —            |
| Roy Orbison - King of Hearts                                                                                   | 1992 Virgin                       | —        | —        |             |              |
| Tom Petty and the Heartbreakers ("Christmas All Over Again") - A Very Special Christmas 2 (različni izvajalci) | 1992 A&M                          | —        | —        | —           | —            |
| Julianna Raye - Something Peculiar                                                                             | 1993 Reprise                      |          | —        |             |              |
| Paul McCartney - Flaming Pie                                                                                   | 1997 Parlophone, Capitol          | 2        | 2        | Zlat        | Zlat         |
| Del Shannon - A Complete Career Anthology: 1961-1990                                                           | 1998 Raven                        |          |          |             |              |
| George Harrison - Brainwashed                                                                                  | 2002 Parlophone, Capitol          | 29       | 18       | Zlat        | Zlat         |
| Tom Petty - Highway Companion                                                                                  | 2006 American Recordings          | 56       | 4        |             | Zlat         |
| Regina Spektor - Far                                                                                           | 2009 Sire                         | 30       | 3        |             |              |
| Joe Walsh - Analog Man                                                                                         | 2012 Decca, Fantasy               | 53       | 12       |             |              |

### Produciran soundtrack
| Album                                   | Izdaja            | Lestvice | Lestvice | Certifikati | Certifikati |
| Album                                   | Izdaja            | VB       | ZDA      | VB          | ZDA         |
| --------------------------------------- | ----------------- | -------- | -------- | ----------- | ----------- |
| Različni izvajalci - Concert For George | 2003 Warner Bros. | —        | 97       |             |             |

### Koproducirani soundtracki
| Album                                                                      | Izdaja            | Lestvice | Lestvice | Certifikati | Certifikati  |
| Album                                                                      | Izdaja            | VB       | ZDA      | VB          | ZDA          |
| -------------------------------------------------------------------------- | ----------------- | -------- | -------- | ----------- | ------------ |
| Electric Light Orchestra, Olivia Newton-John - Xanadu                      | 1980 Jet, MCA     | 2        | 4        | Platinast   | 2x platinast |
| Jeff Lynne (»Video!«, »Let It Run«) - Electric Dreams (različni izvajalci) | 1984 Virgin, Epic | —        | 94       |             |              |
| Paul McCartney (»Maybe Baby«) - Maybe Baby (različni izvajalci)            | 2000 EMI          | —        | —        | —           | —            |

### Koproduciran set
| Set                                                    | Izdaja       | Lestvice | Lestvice | Certifikati | Certifikati |
| Set                                                    | Izdaja       | VB       | ZDA      | VB          | ZDA         |
| ------------------------------------------------------ | ------------ | -------- | -------- | ----------- | ----------- |
| Traveling Wilburys - The Traveling Wilburys Collection | 2007 Wilbury | 1        | 9        | Platinast   | Zlat        |

### Koproducirani singli
| Singl                                                                                       | Izdaja            | Lestvice | Lestvice | Certifikati | Certifikati |
| Singl                                                                                       | Izdaja            | VB       | ZDA      | VB          | ZDA         |
| ------------------------------------------------------------------------------------------- | ----------------- | -------- | -------- | ----------- | ----------- |
| Del Shannon - »Ghost«                                                                       | 1974 Interfusion  | –        | –        | –           | –           |
| George Harrison - »Cheer Down«                                                              | 1989 Dark Horse   | –        | –        | –           | –           |
| Traveling Wilburys - »Nobody's Child« (izšel tudi na Nobody's Child: Romanian Angel Appeal) | 1990 Warner Bros. | 44       | –        | –           | –           |
| The Beatles - »Free as a Bird«                                                              | 1995 Apple        | 4        | 11       | Srebrn      | Zlat        |
| The Beatles - »Real Love«                                                                   | 1996 Apple        | 2        | 6        | —           | Zlat        |

### Producirana b-stran
| Singl                          | Izdaja            | Lestvice | Lestvice | Certifikati | Certifikati |
| Singl                          | Izdaja            | VB       | ZDA      | VB          | ZDA         |
| ------------------------------ | ----------------- | -------- | -------- | ----------- | ----------- |
| Jeff Lynne - »Sooner or Later« | 1984 Virgin, Epic | –        | –        | –           | –           |

### Koproducirane b-strani
| Singl                                        | Izdaja          | Lestvice | Lestvice | Certifikati | Certifikati |
| Singl                                        | Izdaja          | VB       | ZDA      | VB          | ZDA         |
| -------------------------------------------- | --------------- | -------- | -------- | ----------- | ----------- |
| George Harrison - »Zig Zag«                  | 1988 Dark Horse | –        | –        | –           | –           |
| Tom Petty - »Don't Treat Me Like a Stranger« | 1989 MCA        | –        | –        | –           | –           |
| Tom Petty - »Down the Line«                  | 1989 MCA        | –        | –        | –           | –           |
| Paul McCartney - »Looking for You«           | 1997 Parlophone | –        | –        | –           | –           |